# Betty Nansen Teatret
El Betty Nansen Teatret es un teatro situado en el distrito de Frederiksberg en Copenhague, Dinamarca. Toma su nombre de la actriz danesa Betty Nansen, quien dirigió el teatro desde 1917 hasta 1943.

## Escenarios
El teatro cuenta con dos escenarios: el del auditorio principal, con 775 butacas numeradas; y el escenario anexo "Edison", inaugurado en 1992 en una antigua central eléctrica.